# Брум восьмиточечный
Брум восьмиточечный (лат. Brumus octosignatus) — вид жесткокрылых из семейства божьих коровок.

## Распространение
Вид широко распространён в Евразии.

## Опсиание
Коровка длиной от 3 до 4 мм, имеет буровато-красную окраску. Пятно на переднеспинки перед щитком и четыре пятна на каждом из надкрылий чёрные.